# Gold (album Lady Pank)
Gold – album kompilacyjny zespołu Lady Pank, wydany w 1995. Album zawiera największe przeboje grupy oraz premierowe nagranie „Zakrętka”, pochodzące z nagraniowej sesji do płyty pt. Na na (1994).
Składanka uzyskała status złotej płyty.

## Lista utworów
1. „Zawsze tam, gdzie ty” (muz. J. Borysewicz; sł. J. Skubikowski) – 4:16
2. „Marchewkowe pole” (muz. J. Borysewicz; sł. A. Mogielnicki) – 3:49
3. „Czas na mały blues” (muz. J. Borysewicz; sł. A. Mogielnicki) – 4:17
4. „Jak igła” (muz. J. Borysewicz; sł. J. Skubikowski) – 4:18
5. „John Belushi” (muz. J. Borysewicz; sł. Z. Hołdys) – 3:59
6. „Du du” (muz. J. Borysewicz; sł. A. Mogielnicki) – 3:57
7. „Fabryka małp” (muz. J. Borysewicz; sł. A. Mogielnicki) – 3:44
8. „Kryzysowa narzeczona” (muz. J. Borysewicz; sł. A. Mogielnicki) – 4:00
9. „Mała wojna” (muz. J. Borysewicz; sł. Z. Hołdys) – 4:40
10. „Mniej niż zero” (muz. J. Borysewicz; sł. A. Mogielnicki) – 4:01
11. „Młode orły” (muz. J. Borysewicz; sł. J. Panasewicz) – 4:21
12. „Zostawcie Titanica” (muz. J. Borysewicz; sł. G. Ciechowski) – 4:45
13. „Kupiłem sobie psa” (muz. J. Borysewicz; sł. B. Olewicz) – 3:47
14. „Zakrętka” (muz. J. Borysewicz; sł. J. Panasewicz) – 3:14 (utwór premierowy)